# منتخب غيانا لكرة القدم
منتخب غيانا لكرة القدم (بالإنجليزية: Guyana national football team)‏ الملقب بالفهود الذهبية وهو المنتخب الوطني في غيانا ويديره اتحاد غيانا لكرة القدم. لم يسبق له التأهل إلى بطولة بطولة كأس العالم لكرة القدم. على الرغم من تواجد الدولة في قارة أمريكا الجنوبية إلا أنه منتمي إلى اتحاد أمريكا الشمالية لكرة القدم. حتى سنة 1966 كان يلعب باسم منتخب غيانا البريطانية.

## وصلات خارجية
- قائمة بيانات المنتخب من الموقع الرسمي للفيفا باللغة العربية